# HPK Naiset
Pour les articles homonymes, voir HPK.
HPK Naiset est un club finlandais de volley-ball fondé en 2009 et basé à Hämeenlinna, évoluant pour la saison 2020-2021 en LML.

## Historique
HPK Naiset a été formée en 2009 d'une fusion des clubs Tarmo Volley Hämeenlinnan et HPK Naiset. Le Tarmo Volley a été huit fois champion de Finlande, vainqueur de quatre coupe de Finlande.

## Palmarès
- Championnat de Finlande
  - Vainqueur : 2016[3]2018[4]
  - Finaliste : 2010, 2012, 2017, 2019.
- Coupe de Finlande
  - Vainqueur : 2017[5]
  - Finaliste : 2009, 2014[6]2016[7]2018.

## Entraîneurs successifs
- 2011-2012  Dirk Sauermann
- 2012-2013  Kai Stenius
- 2013-2014  Jukka Koskinen
- 2014-2015  Bruno Napolitano
- 2015-2018  Luca Chiappini
- 2018- ...       Matteo Pentassuglia

## Effectifs

### Saison 2020-2021
| No                                      | Nom                                     | Date de naissance                       | Taille                         | Poids                          | Poste                          |
| --------------------------------------- | --------------------------------------- | --------------------------------------- | ------------------------------ | ------------------------------ | ------------------------------ |
| 1                                       | Olena Leonenko                          | 3 janvier 1991                          | 185                            | 69                             | Réceptionneuse-attaquante      |
| 2                                       | Jenna Ylivainio                         | 27 mars 2003                            | 180                            | 65                             | Passeuse                       |
| 3                                       | Netta Hyttinen                          | 22 août 2001                            | 177                            | 67                             | Réceptionneuse-attaquante      |
| 4                                       | Tuuli Tuominen                          | 11 mai 2001                             | 174                            | 67                             | Libero                         |
| 5                                       | Venessa Loukonen                        | 9 mai 1999                              | 180                            | 67                             | Centrale                       |
| 6                                       | Brianna Doehrmann                       | 19 septembre 1998                       | 170                            |                                | Libero                         |
| 7                                       | Emmi Riikilä                            | 17 juin 1999                            | 176                            | 60                             | Réceptionneuse-attaquante      |
| 9                                       | Bettina Yli-Sissala                     | 15 septembre 2000                       | 180                            | 68                             | Centrale                       |
| 10                                      | Yasmine Madsen                          | 27 mai 1999                             | 182                            |                                | Centrale                       |
| 15                                      | Daniela Öhman                           | 16 mars 1997                            | 186                            | 70                             | Centrale                       |
| 17                                      | Erica Di Maulo                          | 19 septembre 1997                       | 180                            | 67                             | Passeuse                       |
|                                         |                                         |                                         |                                |                                |                                |
| Encadrement technique                   | Encadrement technique                   |                                         | Légende                        | Légende                        | Légende                        |
| Entraîneur : Matteo Pentassuglia        | Entraîneur : Matteo Pentassuglia        | Entraîneur : Matteo Pentassuglia        | : Capitaine                    | : Capitaine                    | : Capitaine                    |
| Entraîneur(s) adjoint(s) : Sami Stenius | Entraîneur(s) adjoint(s) : Sami Stenius | Entraîneur(s) adjoint(s) : Sami Stenius | : Joueuse blessée actuellement | : Joueuse blessée actuellement | : Joueuse blessée actuellement |